# Paolo Yrízar
Paolo Yrízar Martín del Campo (ur. 6 sierpnia 1997 w Querétaro) – meksykański piłkarz występujący na pozycji napastnika lub skrzydłowego, reprezentant Meksyku, od 2024 roku zawodnik Morelii.